# Georgina Fletcher
Georgina Fletcher, var en colombiansk rösträttsaktivist och författare.
Hon kom från Spanien, men bosatte sig i Colombia vid sekelskiftet 1900. Hon kom att bli en pionjär inom den tidiga colombianska kvinnorörelsen under mellankrigstiden. Hon blev 1924 Colombias representant i Liga Internacional de Mujeres Ibéricas e Hispanoamericanas. 